# Adriana Brodsky
 Adriana Mónica Brodsky, alias La Bebota (Buenos Aires, 22 de dezembro de 1955) é uma actriz argentina.
Trabalhou com Jorge Porcel e especialmente com Alberto Olmedo, por isso é conhecida como"Menina de Olmedo".

## Filmografia
- Se acabó el curro (1983)
- Los matamonstruos en la mansión del terror (1987)
- El manosanta está cargado (1987)

## TV
- "Operación Ja-Já" (1981 - 1982)
- "No toca botón" (1986 - 1987)
- "Las gatitas y ratones de Porcel" (1988)
- "Palermo Hollywood Hotel" (2006)
- "Mitos, crónicas del amor descartable" (2009)
- "El parador" (2008 - 2010)

## Teatro
- "La noche está que arde" (1987)
- "La noche está que arde" (1989)
- "¿Será virgen mi marido?" (2000)
- "Reid mortales... el humor es sagrado" (2001)
- "¿Será virgen mi marido?" (2008)
- "Ariel y los hechiceros del caribe" (2009)
- "El glamour de San Luis" (2009)
- "Feliz caño nuevo" (2010)
- "Hechiceros del caribe" (2010)
- "Hasta las lolas" (2010)
- "La revista de San Luis" (2011)